# BSA Airborne Bicycle

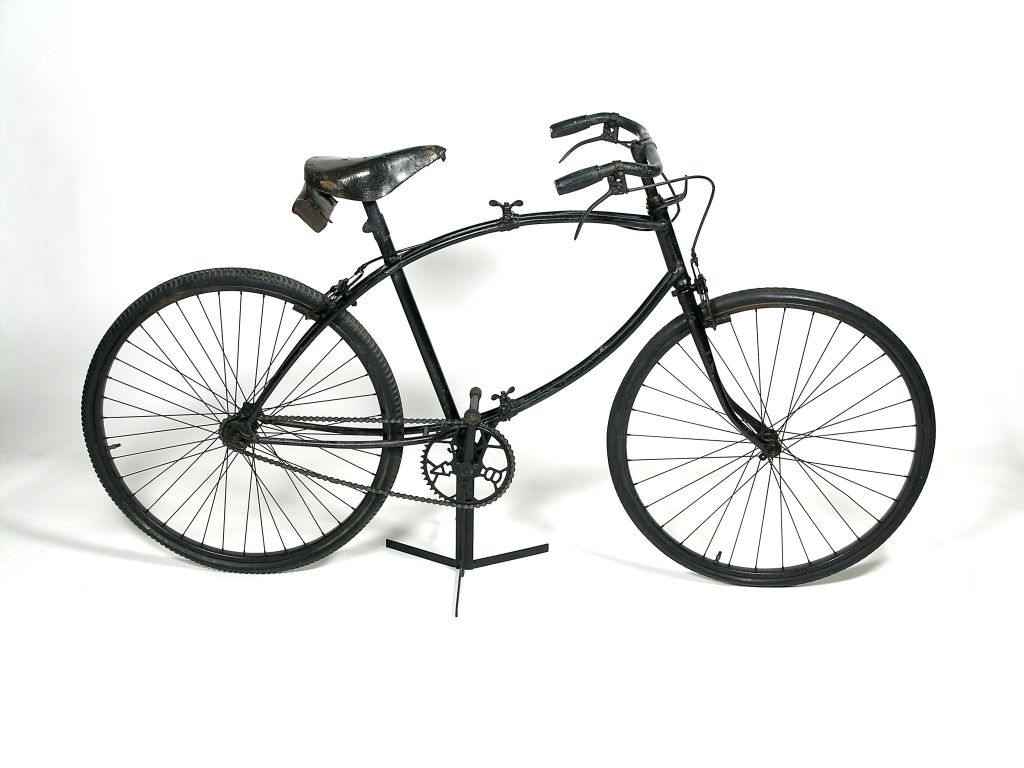
BSA Airborne Bicycle

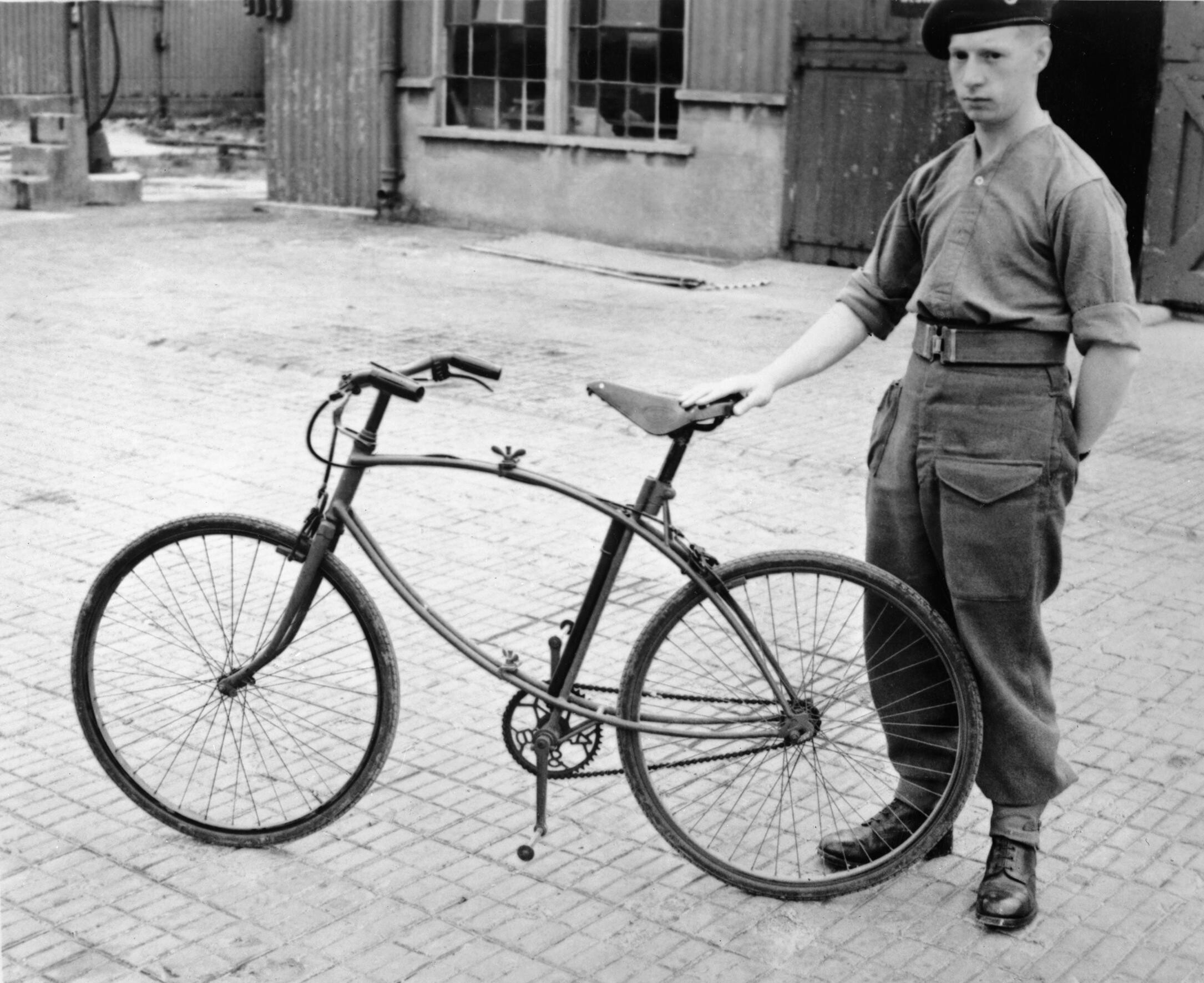
Żołnierz brytyjskiej 1 Dywizji Powietrznodesantowej z rowerem BSA Airborne Bicycle (1942)

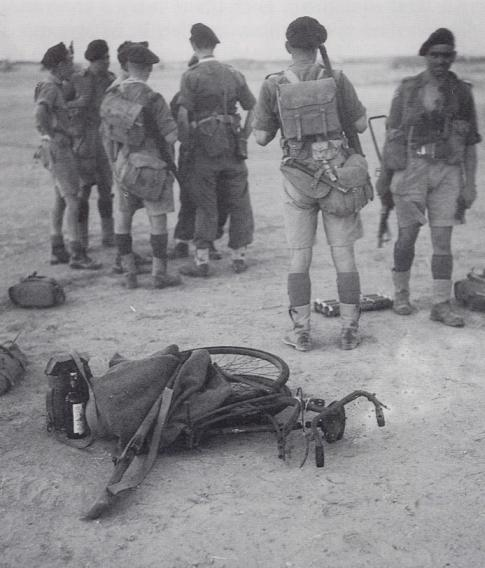
Brytyjscy spadochroniarze tuż przed wylotem na operację Ladbroke. Na pierwszym planie złożony rower BSA Airborne Bicycle (1943)

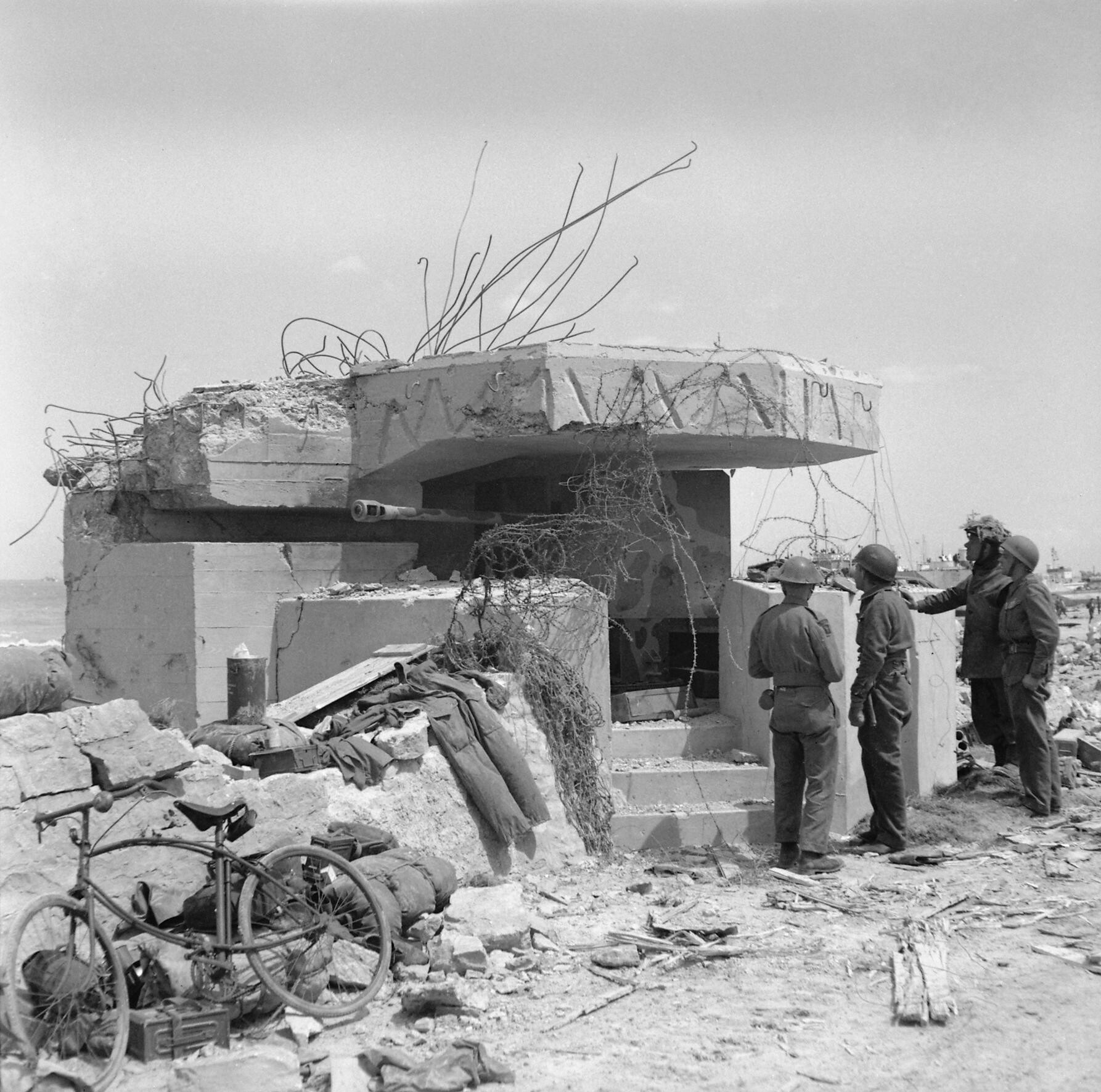
Brytyjscy żołnierze oglądają zniszczoną niemiecką armatę 5 cm PaK 38 na plaży „Gold” w czasie lądowania w Normandii. Po lewej stronie widoczny jest rower BSA Airborne Bicycle (1944)

BSA Airborne Bicycle (nazywany niewłaściwie „Para bike” lub „Parabike”) – brytyjski wojskowy rower składany używany przez wojska powietrznodesantowe podczas II wojny światowej.

## Opis
W 1941 roku brytyjskie War Office zwróciło się do przedsiębiorstwa Birmingham Small Arms Company (BSA) z prośbą o skonstruowanie składanego roweru dla spadochroniarzy, bowiem BSA miało doświadczenie w produkcji składanych rowerów dla British Army już w czasie I wojny światowej. Pierwotna specyfikacja War Office wymagała, aby rower był bardzo lekki i ważył maksymalnie około 13,6 kilograma, jednak w procesie rozwoju ciężar roweru zmienił się dwukrotnie, a ostatecznym wymaganiem była waga około 10 kilogramów. 
Projektanci z BSA znacząco zmienili wygląd ramy roweru, która składała się z dwóch rur w kształcie elipsy, dzięki czemu rama była bardziej wytrzymała przy uderzeniu roweru o ziemię po zrzuceniu go ze spadochronem z samolotu. Sztyca siodełka również miała dwie rury, a sam spadochron był przymocowany do kół, tak że rower uderzał o ziemię kierownicą i siodełkiem. Zawiasy, które umożliwiały złożenie roweru, były przymocowane za pomocą nakrętek motylkowych i umieszczone jeden na drugim na eliptycznych rurach. Dodatkowo rama roweru miała uchwyty, które trzymały karabin żołnierza podczas jazdy. Rowery były malowane na kolor khaki, chociaż niewielka liczba rowerów wyprodukowanych pod koniec II wojny światowej była pomalowana na brązowo z powodu niedoborów zwykłej zieleni.
Brytyjscy spadochroniarze skakali z samolotu, trzymając złożony rower przed sobą, ale dodatkowo był on przymocowany do ich wyposażenia, aby zapobiec jego zgubieniu podczas opadania na ziemię. Po wylądowaniu spadochroniarz rozkładał rower i dokręcał nakrętki motylkowe, po czym „jednoślad” był gotowy do jazdy. Gdy rower nie był już potrzebny porzucano go, jednak nadal był przydatny na przykład dla załóg samolotów, które potrzebowały środka transportu na ziemi lub pancerniakom, którzy mocowali je do swoich czołgów.
BSA Airborne Bicycle wykorzystywany był nie tylko przez brytyjskich spadochroniarzy ale także przez oddziały Commando w czasie działań rajdowych. Rower „uczestniczył” między innymi w alianckiej inwazji na Sycylię w 1943 roku oraz w operacjach i bitwach na froncie zachodnim, w tym lądowaniu w Normandii 6 czerwca 1944 roku oraz operacji Market Garden we wrześniu 1944 roku na terytorium okupowanej Holandii. Ogółem w latach 1942–1945 przedsiębiorstwo Birmingham Small Arms Company wyprodukowało około 60 tysięcy rowerów.

## Dane techniczne
- masa: około 10 kg
- rama: stalowa
- kierownica: jednoczęściowa
- piasta: jednobiegowa
- koła: średnica 26 cali, 32 szprychy (przód), 40 szprych (tył)
- hamulec: szczękowy (przód i tył)
- siodełko: skórzane
- pedały: wałki bez platform

Ponadto rower wyposażony był w pompkę, sakwę pod siodełkiem, uchwyt na lampę oświetleniową oraz bagażnik na plecak, mocowany do kierownicy. 